# El Ghicha
El Ghicha (în arabă الغيشة) este o comună din provincia Laghouat, Algeria.
Populația comunei este de 6.079 de locuitori (2008).